# Gorilla
Los gorilas (género Gorilla) son primates herbívoros que habitan los bosques de África. Son los primates vivos más grandes. Un gorila promedio puede llegar a pesar entre 140 y 180 kg. El género se compone de dos especies: el gorila occidental (Gorilla gorilla) y el oriental (Gorilla beringei) con dos subespecies cada una. Su ADN está compuesto de 3 041 976 159 pares de bases que codifican 20 962 genes proteicos compuestos de 237 216 exones y es un 97-98 % igual al humano, siendo sus parientes vivos más cercanos después de las dos especies del género Pan (chimpancés y bonobos).

## Nombre
El médico y misionero estadounidense Thomas Staughton Savage fue el primero en describir el gorila occidental, al que llamó Troglodytes gorilla, en 1847 a partir de especímenes obtenidos en Liberia. El nombre es derivado de la palabra griega γόριλλαι (gorillai), que designaba a una «tribu de mujeres peludas», pero también de hombres con cola de caballo que, portando antorchas, asaltaban los barcos, torturaban y violaban a las mujeres que los marineros les ofrecían, descrita por Hannón el Navegante.

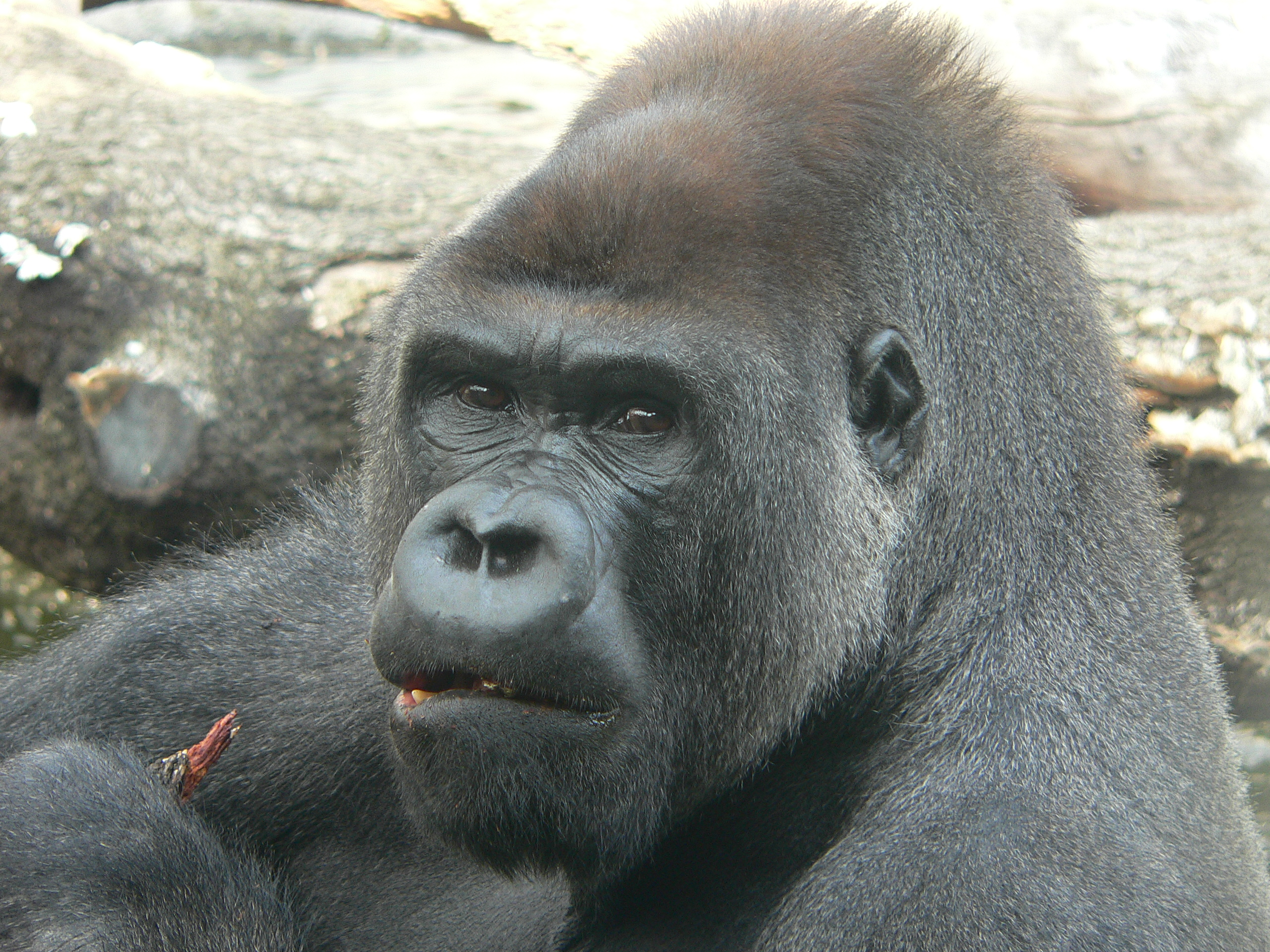
Gorila

## Fisiología

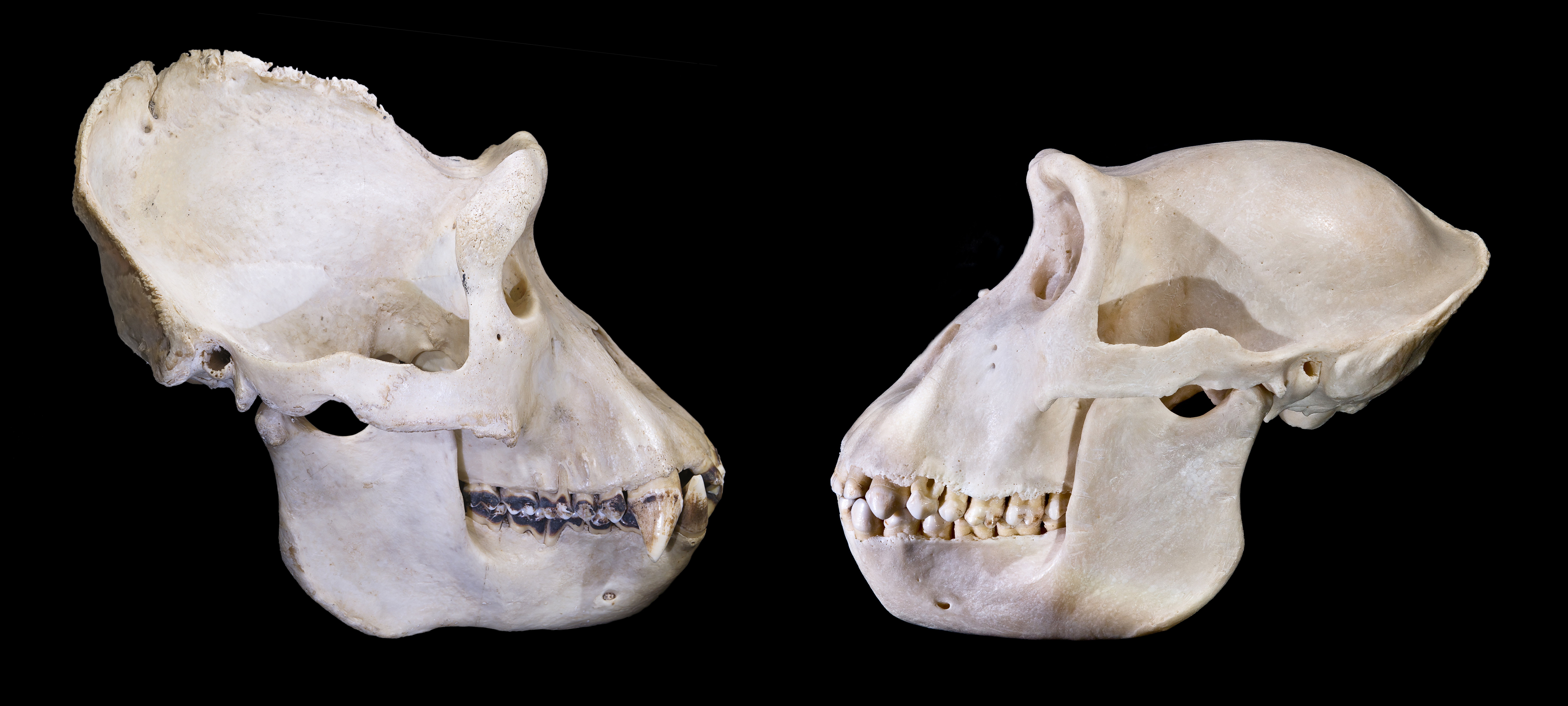
Dimorfismo sexual del cráneo

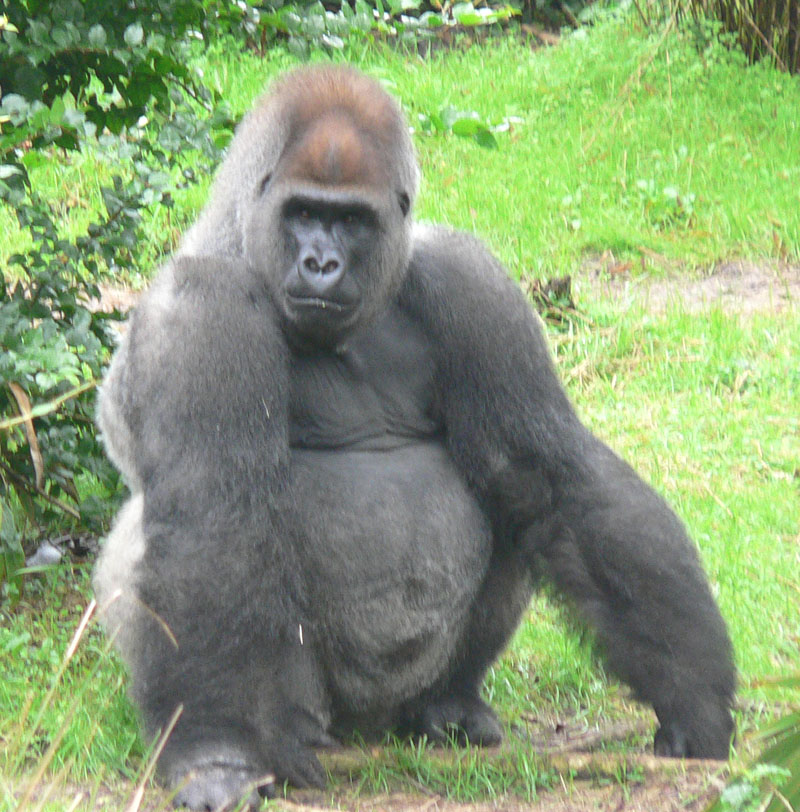
Gorila occidental macho

Los gorilas se desplazan generalmente a cuatro patas. Sus extremidades anteriores son más alargadas que las posteriores y se asemejan a brazos, aunque son utilizadas también como punto de apoyo al caminar. Los machos miden entre 1,65 y 1,75 m de altura, y pesan entre 140 y 200 kg. En algunos casos los machos llegan a medir más de dos metros, como Kumbuka, un gorila de un zoológico de Londres que mide 2,13 m y pesa alrededor de 200 kg, la hembra pesa aproximadamente la mitad que el macho. Aun así, un gorila obeso en cautividad ha alcanzado los 285 kg. La estructura facial del gorila se conoce como de «mandíbula protuberante», pues la mandíbula es mucho mayor que el maxilar.
La gestación dura ocho meses y medio, y normalmente pasan tres o cuatro años entre nacimientos. Las crías viven con sus madres otros tres o cuatro años. Las hembras maduran cuando tienen entre diez y doce años (en cautividad, antes); los machos, entre los once y los trece. La esperanza de vida es de 30 a 50 años, aunque un gorila llamado Massa del zoológico de Filadelfia tiene el récord de longevidad: murió a los 54 años.
Los gorilas son mayoritariamente herbívoros: comen principalmente frutas, hojas, brotes, etc., si bien pueden llegar a consumir algunos insectos, lo que representa solo del uno al dos por ciento de su dieta. 
Además, todos los gorilas comparten el mismo tipo de sangre (B). Como los humanos, cada gorila tiene huellas dactilares únicas que lo identifican.

## Clasificación

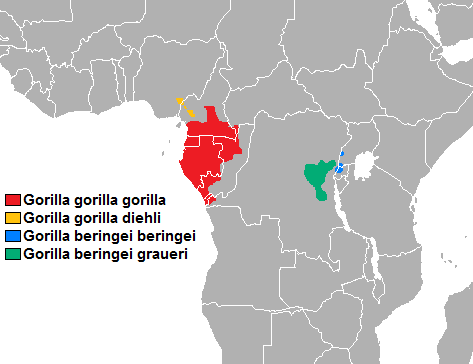
Distribución de las cuatro subespécies de gorila.

Hasta hace poco se consideraba una única especie de gorila, con tres subespecies: el gorila occidental, el gorila oriental y el gorila de montaña. Ahora se considera que el gorila está dividido en dos especies, divididas a su vez en dos subespecies cada una. Más recientemente se ha reclamado la existencia de una tercera subespecie en uno de estos grupos.
Los científicos continúan estudiando las relaciones entre las distintas formas de gorila. A continuación aparecen según la clasificación que cuenta con mayor consenso científico:
- Gorila occidental (Gorilla gorilla).
  - Gorila occidental de las tierras bajas (Gorilla gorilla gorilla).
  - Gorila del río Cross (Gorilla gorilla diehli).
- Gorila oriental (Gorilla beringei).
  - Gorila de montaña (Gorilla beringei beringei).
  - Gorila oriental de las tierras bajas (Gorilla beringei graueri).

Se ha propuesto una tercera subespecie de gorila oriental, la cual no ha recibido una denominación latina completa: es la población de gorila de montaña de Bwindi; esta forma es llamada a veces el «gorila de Bwindi».
Mediante el sistema CoalHMM, se pretende analizar cuándo se separaron las dos especies de gorilas (gorila occidental y gorila oriental). Para ello se analizó el genoma de dos individuos de la especie Gorilla gorilla y un ejemplar de Gorilla beringei. Según la estimación (reloj molecular), las poblaciones de gorilas se separaron hace 1,75 millones de años.
Posteriormente se analizó el ratio de homocigosis/heterocigosis, observándose que la población diez veces más reducida, la de Gorila beringei, tiene mayor ratio de homocigosis/heterocigosis; por ello, se afirma que tienen una variabilidad genética menor.
Entre las diferencias de las especies se observan 1615 SNP en 1326 genes; siete de ellos con más de cuatro aminoácidos implicados, que afectan sobre todo a proteínas de la respuesta inmune (EMR3) y los genes olfatorios.

## Comparación del genoma del gorila con el de los humanos y chimpancés

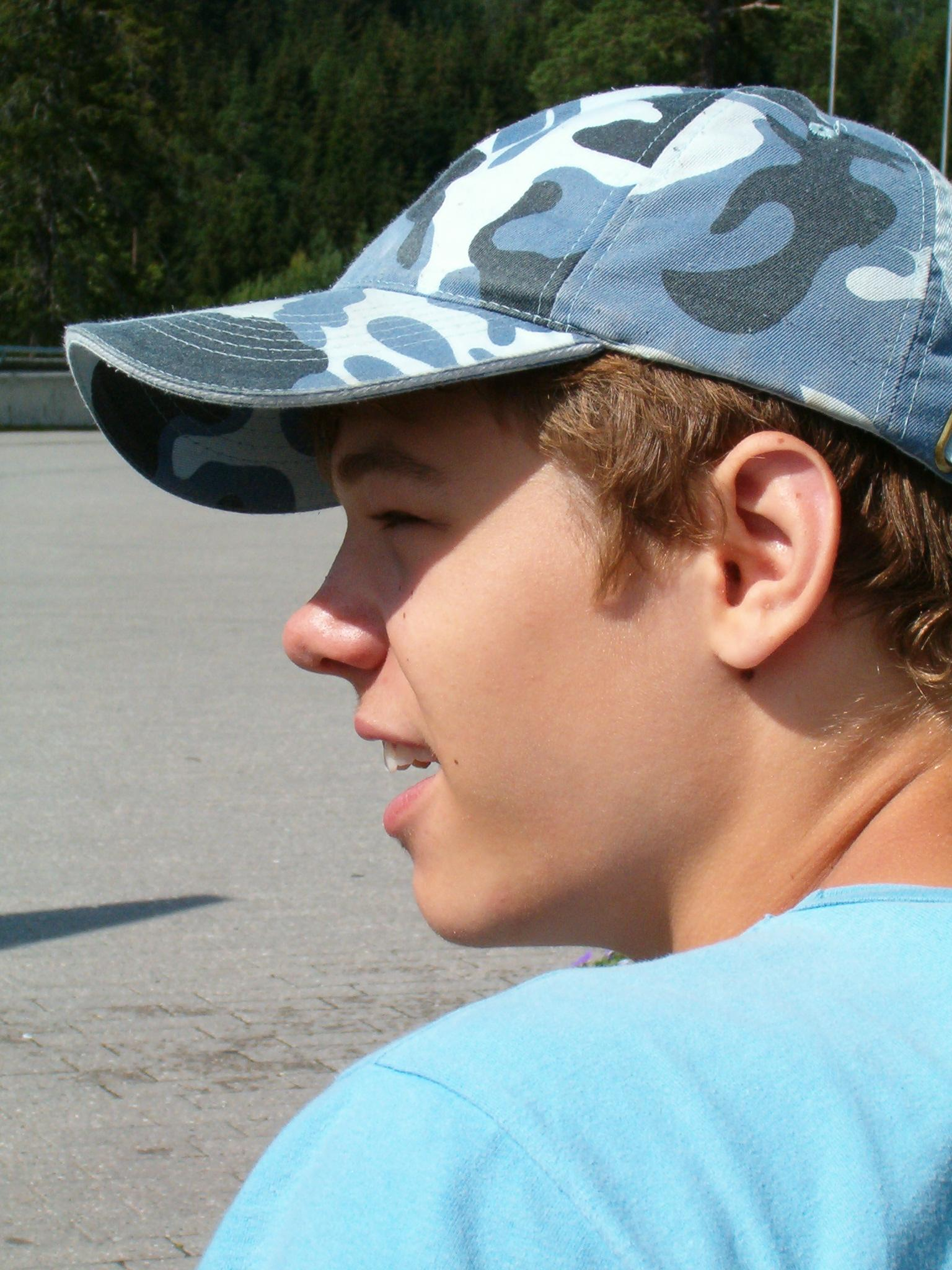
Perfil de humano

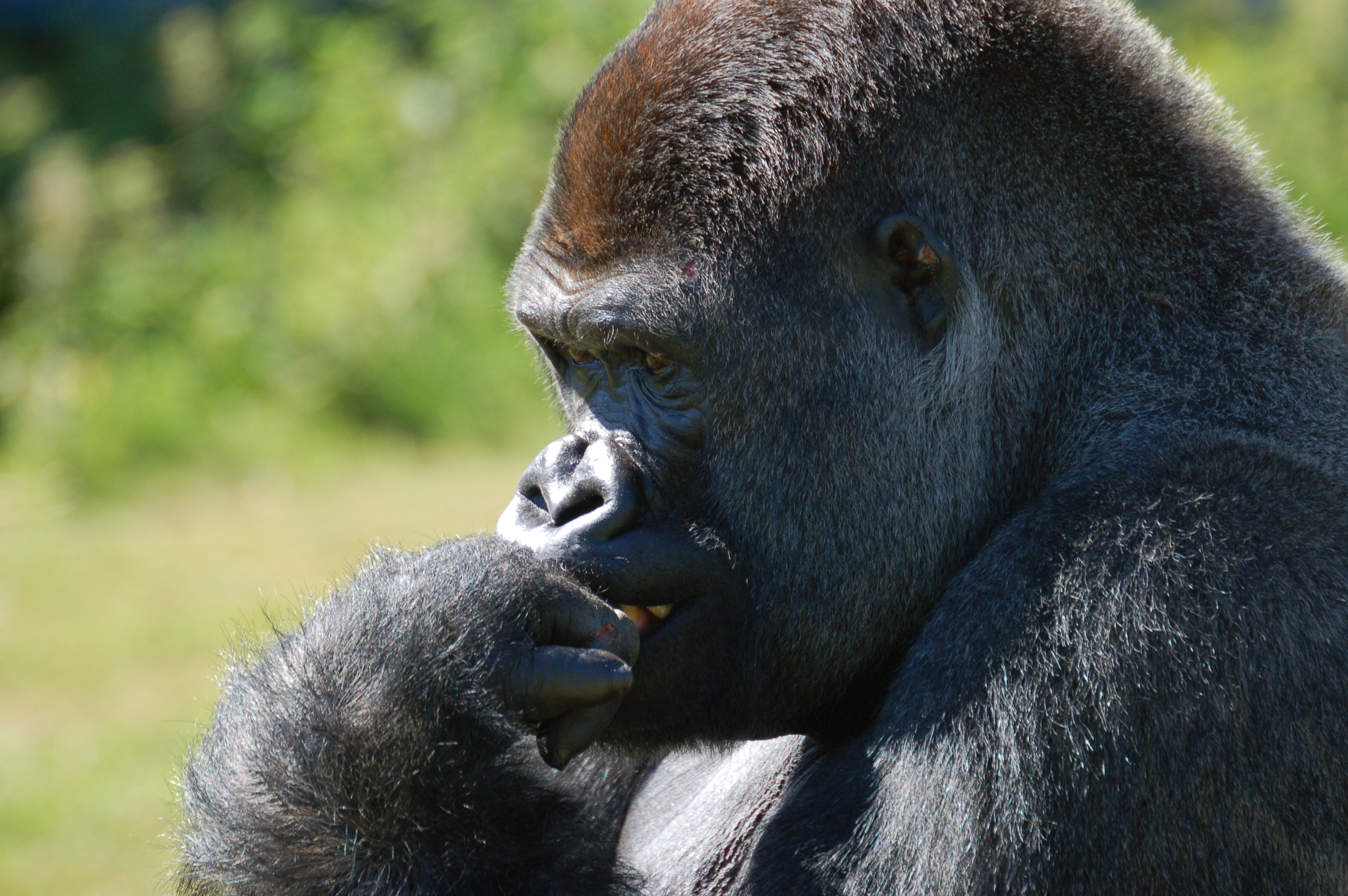
Perfil de gorila

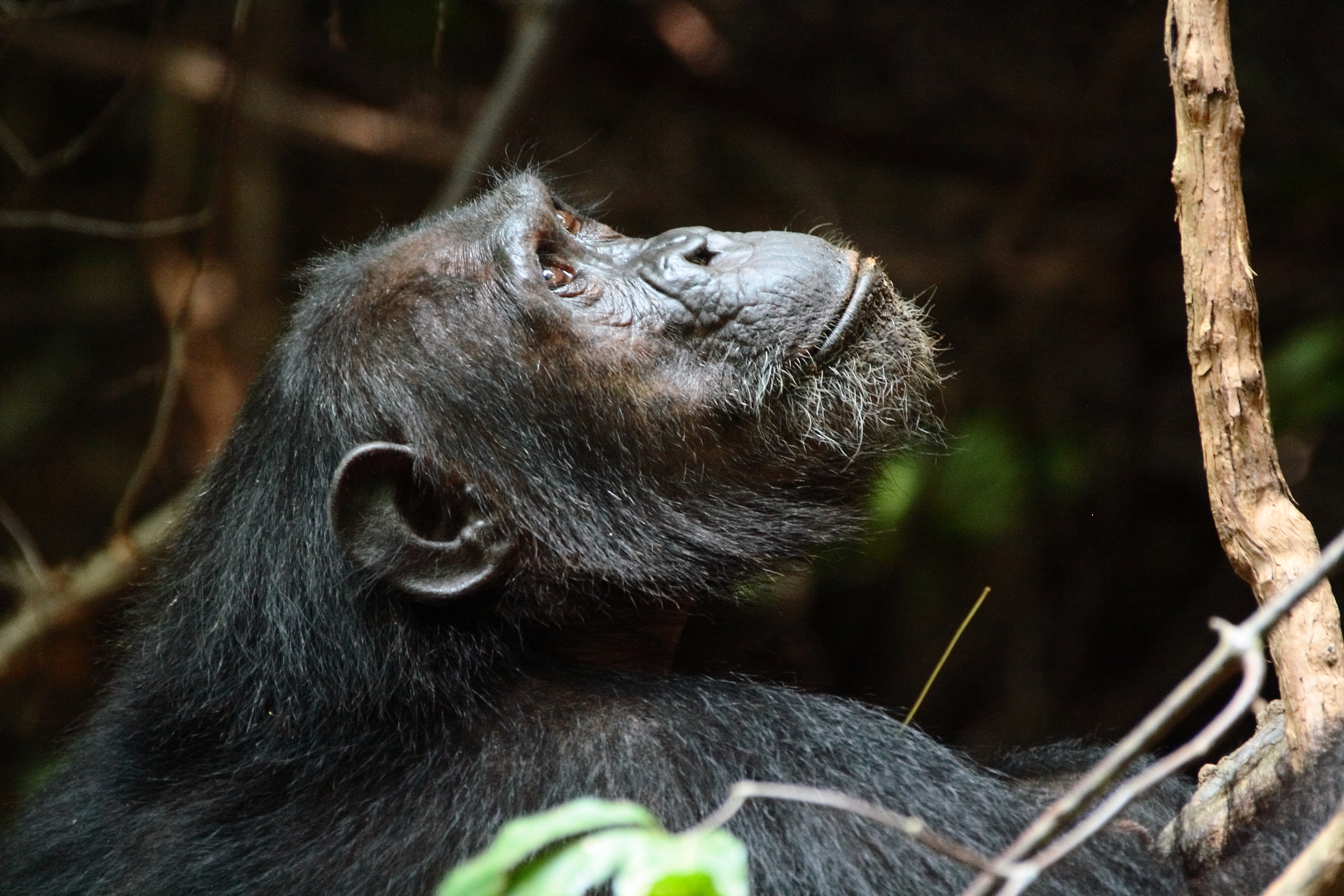
Perfil de chimpancé

Basándose en el alineamiento genómico entre gorilas, humanos y chimpancés con CoalHMM, se ha tratado de identificar hace cuántos millones de años se encontraban los últimos antecesores comunes de estos tres géneros (THCG) y el antecesor común entre chimpancé y humano (THC). Así, introduciendo una tasa de mutación de 10-9 mutaciones por pares de bases por año, nos indica que THCG= 5.95 millones de años y THC= 3,7 millones de años. Utilizaron estos ratios basándose en otros trabajos de reciente predicción evolutiva. Los datos obtenidos que no se correlacionaron con la realidad fósil; por ello, haciendo unos ajustes del sistema, deciden disminuir la tasa de mutación. El sistema CoalHMM no tiene en cuenta factores como la variación en las poblaciones de individuos a lo largo de la evolución (tiene en cuenta una cantidad constante), o el intercambio entre poblaciones que quedaron aisladas; además, estudios genéticos de la evolución en humanos indican una incidencia de mutaciones menor que 10-9 mutaciones por pares de bases por año. Por estos motivos, se introduce una tasa de mutaciones de 0.5-0.6 * 10-9 mutaciones por pares de bases por año, obteniendo como resultado que THCG= 8.5-12 millones de años y THC= 5,5-7 millones de años, que coinciden con los registros fósiles que sitúan la THCG= 12-15 millones de años. No obstante es necesario un aumento en la secuenciación génica de gorilas para estar seguros de este dato. 
En el análisis genético se encontraron seis exones únicos en humanos, cinco en chimpancés y nueve en gorilas. La mayoría se asociaron con genes de evolución rápida como proteínas de los receptores olfativos, respuestas inmunes o fertilidad masculina. 
Los genes con ratios de mayor evolución para los homínidos están relacionados con los genes de la audición y el desarrollo cerebral. Por ejemplo, RNF213 es un gen con alta tasa de evolución y está relacionado con el desarrollo de una enfermedad, estenosis vascular en el cerebro; se conoce como enfermedad de maya moya.
Según los datos hay una mayor evolución paralela entre humano y chimpancé que entre humano y gorila. Sin embargo, hay una mayor cantidad de mutaciones en genes del desarrollo cerebral en gorilas y humanos comparados con los chimpancés.
Los genes más acelerados en el gorila están relacionados con las almohadillas en los nudillos de la mano, folículo piloso, oreja, gónadas y desarrollo cerebral. Las mutaciones propias del gorila están más relacionadas con mutaciones parecidas a las de los humanos, más que a las de los chimpancés. Destaca la evolución en los genes de la audición, que son más similares entre gorilas y humanos. Obsérvese en el lateral la comparativa de la oreja entre las diferentes especies.
Cabe destacar que 84 genes de los gorilas están acortados por un codón prematuro de finalización en comparación con los humanos. Por otro lado sorprende el dato de que muchas proteinopatias en humanos solo expresan ese genotipo en gorilas; por ejemplo la demencia asociada a la variante Arg153His en el factor PGRN o la cardiomiopatía asociada a la variante Arg153His en el disco Z del músculo en la proteína TCAP.

## Peligro de extinción
Los gorilas son un género en peligro de extinción, y sus especies han sido blanco de cazadores furtivos durante mucho tiempo. Las amenazas a la supervivencia de los gorilas incluyen la destrucción de su hábitat y la cacería. Esta última se ha incrementado con los conflictos armados en los países en que habita, y un creciente interés en zonas afluentes por las «carnes exóticas». 
En 2004, una población de varios cientos de gorilas del parque nacional Odzala (República del Congo) fue esencialmente eliminada por el virus del ébola. En 2006, un estudio publicado en la revista Science indicaba que más de 5000 gorilas habían muerto hacía poco a causa del virus del ébola.
Copito de Nieve ha sido el único caso conocido de gorila albino que se ha dado hasta la fecha. Se calcula que nació hacia 1964, y falleció en Barcelona en 2003.

## Comportamiento

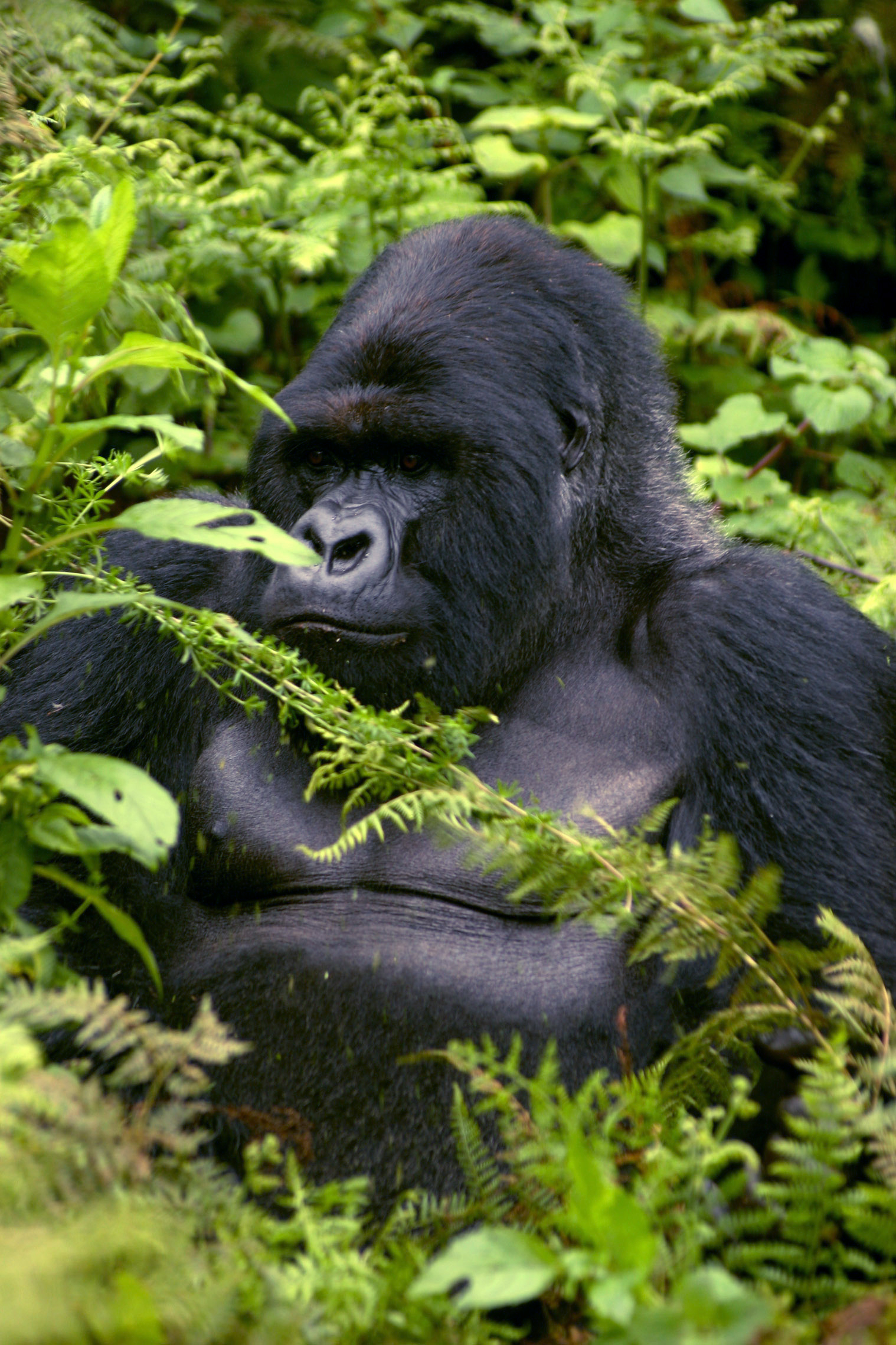
Gorila de montaña

Un «espalda plateada» es un gorila macho adulto, usualmente mayor de doce años, y llamado así por la distintiva mancha de pelo plateado que tiene en la espalda. Un «espalda plateada» tiene caninos largos que nacen con la madurez. Los «espalda negra» son machos sexualmente activos de hasta once años de edad. Los gorilas son polígamos, y se los ha llegado a ver apareándose cara a cara.
Los «espalda plateada» son fuertes y dominantes, dirigentes de grupos de 5 a 30 individuos, y son su centro de atención; toman todas las decisiones, median en conflictos, deciden los movimientos del grupo, llevan a los demás a sitios donde alimentarse y toman la responsabilidad de la seguridad y bienestar del grupo. Un macho tiene la fuerza de varios hombres.
El macho joven comienza lentamente a abandonar su grupo cuando cumple los once años; entonces, viajará solo o en compañía de otros machos durante un tiempo que va de dos a cinco años, antes de ser capaz de atraer hembras y formar un nuevo grupo para empezar a criar. Mientras que las crías de gorila permanecen con su madre durante tres o cuatro años, los «espalda plateada» cuidan de los huérfanos, aunque nunca hasta el extremo de cargarlos. 
Si es desafiado por un macho más joven o un forastero, un «espalda plateada» gritará, se golpeará el pecho, romperá ramas, enseñará los dientes y entonces cargará de frente. Algunas veces, un macho joven puede relevar a otro adulto en el mando. Si el individuo dominante muere por enfermedad, por accidente, luchando o por la caza de furtivos, el grupo se dividirá, y los animales se irán en busca de un nuevo guía. Muy ocasionalmente, un grupo puede ser tomado en su totalidad por otro dirigente. Hay un alto riesgo de que este nuevo macho dominante mate a las crías del anterior.

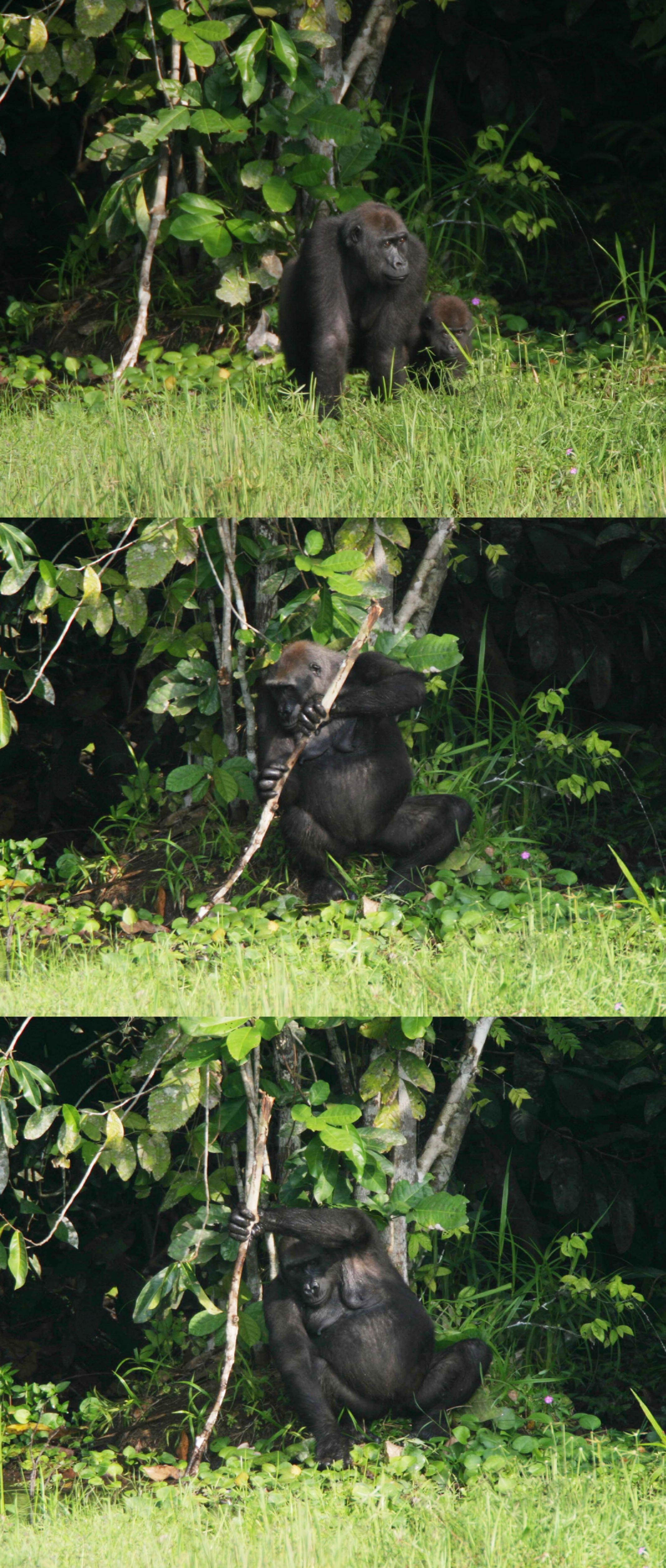
Hembra de gorila usando un tronco de árbol como herramienta de apoyo mientras recolecta plantas acuáticas con la mano libre.

## Inteligencia
Los gorilas son muy cercanos a los humanos y están considerados como altamente inteligentes. Unos pocos individuos en cautividad, como Koko, han aprendido un lenguaje de signos simplificado. No obstante, el gorila no tiene la capacidad de hablar tal cual como lo hacen los humanos ya que carecen de conexiones neuronales en su cerebro para ello. En consecuencia, emiten únicamente bufidos y bramidos (de un modo particular si se los molesta).

## Uso de herramientas
Las siguientes observaciones han sido hechas por el equipo de Thomas Breuer, de la sociedad por la conservación de la vida salvaje (Wildlife Conservation Society), en septiembre de 2005: 
Los gorilas son conocidos por usar herramientas en estado salvaje. Una hembra de gorila en el parque nacional de Nouabalé-Ndoki (República del Congo) ha sido grabada usando un palo como si midiera la profundidad del agua de un pantano antes de cruzarlo. Una segunda hembra ha sido vista usando un tronco de árbol como puente y también como apoyo mientras pesca. Esto sugiere que tal vez todos los antropomorfos se valgan de utensilios.
En septiembre del 2005, un gorila de dos años y medio de la República del Congo fue descubierto usando rocas para romper un coco en un santuario de caza. Esta fue la primera observación de esa índole en un gorila, pero, 40 años antes, los chimpancés fueron vistos usando herramientas en estado salvaje. Es famosa la imagen del ejemplar «pescando» termitas. Es una leyenda común de las gentes nativas haber visto gorilas usando palos y rocas para atacar a depredadores o asustar a grandes mamíferos.[cita requerida] Los antropomorfos están dotados de una mano de semiprecisión que, ciertamente, les permite valerse de utensilios simples, que pueden ser armas, como un garrote improvisado a partir de una rama convenientemente caída.